# Astragalus lutosus
Astragalus lutosus är en ärtväxtart som beskrevs av Marcus Eugene Jones. Astragalus lutosus ingår i släktet vedlar, och familjen ärtväxter. Inga underarter finns listade i Catalogue of Life.